# Mario Sánchez
Mario Sánchez (1956. július 22. –) chilei nemzetközi labdarúgó-játékvezető.

## Pályafutása

### Nemzeti játékvezetés
Ellenőreinek, sportvezetőinek javaslatára lett az I. Liga játékvezetője. Az aktív nemzeti játékvezetéstől 2001-ben búcsúzott.

### Nemzetközi játékvezetés
A Chilei labdarúgó-szövetség Játékvezető Bizottsága (JB) 1994-ben terjesztette fel nemzetközi játékvezetőnek, a Nemzetközi Labdarúgó-szövetség (FIFA) bíróinak keretébe. Több válogatott és nemzetközi klubmérkőzést vezetett. Az aktív nemzetközi játékvezetéstől a FIFA 45 éves korhatárát elérve 2001-ben búcsúzott el.

#### Világbajnokság
1997-ben Egyiptom adott helyet az U17-es labdarúgó-világbajnokság döntő találkozóknak, ahol az Omán–USA  (4:0) és a Ghána–Costa Rica (2:0) valamint az egyik elődöntőt, a Spanyolország–Ghána  (1:2) összecsapáson lehetett bíró.  Vezetett mérkőzéseinek száma: 3
Franciaországban rendezték a XVI., az 1998-as labdarúgó-világbajnokság-ot, ahol a
Dél-Afrika–Szaúd-Arábia (2:2) és a Nigéria–Bulgária (1:0) csoportmérkőzéseket irányította. Vezetett mérkőzéseinek száma: 2

#### Olimpia
A 2000. évi nyári olimpiai játékok labdarúgó tornáján az USA–Kamerun (1–1) és a Szlovákia–Dél-Afrika (2–1) csoporttalálkozókon vezette a játékot. Vezetett mérkőzéseinek száma: 2

#### Amerika Kupa
Az 1999-es Copa América a 39. kiírás volt, amely a Dél-amerikai válogatottak első számú tornája. A tornát a CONMEBOL szervezte, melynek a házigazdája Paraguay volt, ahol a Paraguay–Bolívia (0:0) és az Uruguay–Ecuador (2:1) csoporttalálkozókat vezette.
A 2001-es Copa América a 40. kiírás volt, amely a Dél-amerikai válogatottak első számú tornája. A tornát a CONMEBOL szervezte, melynek a házigazdája Kolumbia volt, ahol a Honduras–Costa Rica (0:1) csoportmérkőzést és az egyik elődöntőt, a Kolumbia–Honduras  (0:2) találkozón szolgált játékvezetőként. Vezetett mérkőzéseinek száma: 4

#### Arany Kupa
Az USA három nagyvárosa adott otthont az 5., a 2000-es CONCACAF-aranykupa labdarúgó tornának, ahol a Honduras–Jamaica (2:0) és a Honduras–Peru (3:5) csoporttalálkozókat koordinálta. Az utóbbi mérkőzés érdekessége, hogy a 89. percben a nézők játéktérre tódulása miatt félbeszakadt. A fegyelmi bizottság az eredeti mérkőzés állást hagyta jóvá, nem ismételtette meg a találkozót. Vezetett mérkőzéseinek száma: 2

#### Nemzetközi kupamérkőzések
Vezetett Kupa-döntők száma: 1.

##### Interkontinentális Kupa
1998-ban a FIFA Játékvezető Bizottság felkérésére, szakmai munkájának elismeréseként, a Real Madrid–Vasco da Gama (2:1) egyik döntő találkozón legyen vezető bíró.

## Szakmai sikerek
2005-ben a nemzetközi játékvezetés hírnevének erősítése, hazájában 10 éve a legmagasabb Ligában (osztályban) folyamatosan tevékenykedő, eredményes pályafutása elismeréseként, a FIFA JB felterjesztésére az 1965-ben alapított International Referee Special Award címmel és oklevéllel tüntette ki.